# Wegestock Heerstraße 1 (Korschenbroich)

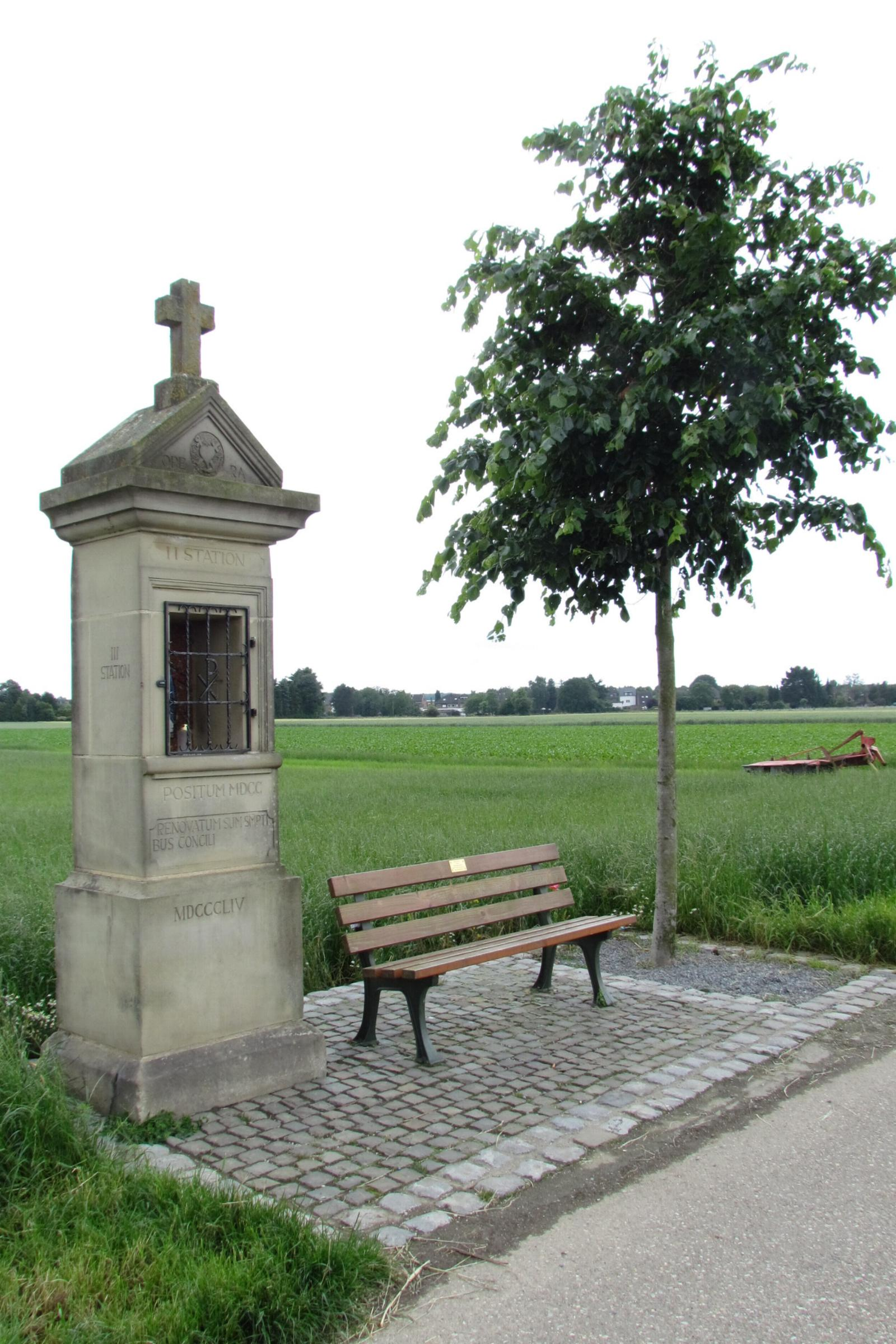
Wegestock

Der Wegestock Heerstraße 1 steht in Korschenbroich im Rhein-Kreis Neuss in Nordrhein-Westfalen.
Das Flurkreuz ist unter Nr. 160 am 5. April 1990 in die Liste der Baudenkmäler in Korschenbroich eingetragen worden.

## Architektur
Es handelt sich hierbei um einen Wegestock aus Sandstein aus dem Jahre 1854. Er ist auf einem quadratischen Sockel hochgemauert und weist in der Rechtecknische ein modernes Mosaik auf. Der Wegestock ist übergiebelt. Auf dem Giebel befindet sich ein modernes Sandsteinkreuz. Im Sockel ist eine Inschrift und die Datierung eingelassen. Der Wegestock erfüllt die Voraussetzungen des § 2 Abs. 1 Denkmalschutzgesetz (Nordrhein-Westfalen).